# Caverna dei Nuotatori
La caverna dei Nuotatori è un sito archeologico in Egitto.
È una grotta situata nel Sud-ovest dell'Egitto, vicino al confine con la Libia, nella regione montuosa di Gilf Kebir del deserto del Sahara.

## Storia

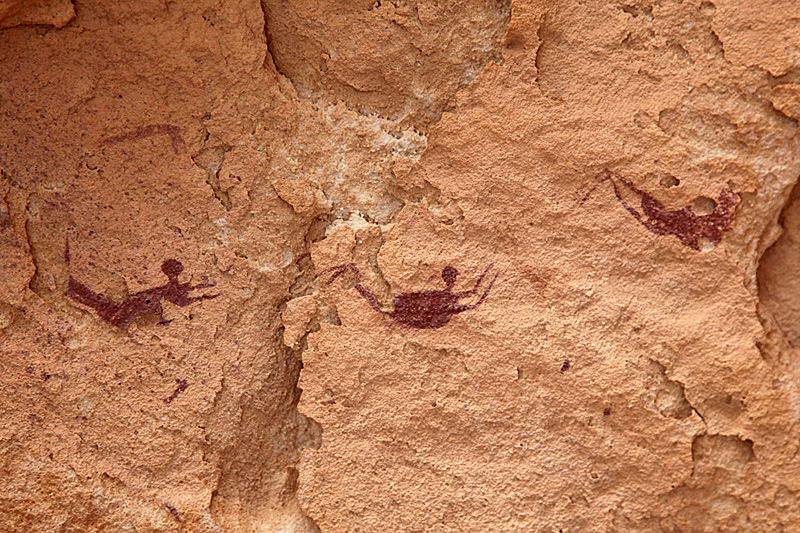
Scene di nuoto nella Caverna dei Nuotatori.

La grotta e le incisioni rupestri sono state scoperte nell'ottobre del 1933 dall'esploratore ungherese László Almásy. Nella grotta sono contenute pittografie neolitiche (immagini dipinte sulla roccia) di persone che nuotano. Si pensa che siano state create tra 10'000 e 5000 anni fa verso la fine della più recente era glaciale.
Almásy nel 1934 ha dedicato alla caverna un capitolo del suo libro, Sahara sconosciuto. Nel libro si suppone che le scene di nuoto ritraggano vere scene quotidiane del periodo umido africano e che successivamente ci sia stato un cambiamento di clima, da uno più temperato all'attuale deserto xerico. Questa teoria al tempo era così nuova e inusuale che il suo primo editore aggiunse molte note, per rendere chiaro che non condivideva questa opinione. Nel 2007 Emma Ghoneim ha scoperto un antico lago di grandi dimensioni (30'750 km²) sepolto al di sotto della sabbia del grande Sahara nella regione del Darfur settentrionale, Sudan.
La caverna è menzionata nel romanzo di Michael Ondaatje, Il paziente inglese, e nell'adattamento cinematografico basato sul libro. La caverna mostrata nel film non è quella originale ma un set cinematografico creato da un artista contemporaneo.

## Oggi
Significative porzioni della caverna sono state irreversibilmente danneggiate dai visitatori durante gli anni, specialmente dall'uscita del film nel 1996. Frammenti delle pitture sono state rimosse come souvenir e alcune superfici si sono aperte dopo essere state bagnate per ottenere un migliore contrasto per le fotografie. Dei graffiti moderni sono stati incisi sul muro, per cui la sporcizia e i danni causati dai turisti rimangono tuttora un problema.
Sono state adottate delle misure per ridurre i danni futuri, formando adeguatamente le guide, ma il sito roccioso rimane comunque fragile e a rischio per futuri disturbi come il crescente traffico turistico nella regione.